# Brasão de Curitiba

Brasão de Curitiba

Armas do município de Curitiba, capital do estado do Paraná.

## Descrição
O brasão clássico do flamengo ibérico possui um escudo adornado com uma coroa mural, simbolizando sua classificação como uma grandeza de primeira ordem (Capital). Apenas cinco dessas coroas são visíveis em perspectiva, representadas pela cor dourada do metal. O campo vermelho do escudo exibe um pinheiro prateado em destaque. Como suportes, à direita há hastes de trigo naturais e à esquerda um ramo entrelaçado de videira, também natural. Esses suportes se cruzam na base, onde um listel vermelho sobrepõe-se a eles, apresentando a data "29 de março de 1693", fundação da Vila de Curitiba em letras prateadas.